# Cidade dos Esportes Rei Abdullah
Cidade dos Esportes Rei Abdullah (Árabe: مدينة الملك عبدالله الرياضية), também conhecida como A Jóia Brilhante, (al-Jawharaa Al-Moshe'ah) (Árabe: الجوهرة المشعة) ou simplesmente The Jewel, em árabe (al-Jawhara) (Árabe: الجوهرة), é um estádio multi-uso e uma cidade esportiva localizada a 60 quilômetros ao norte de Jidá, na Arábia Saudita. O estádio recebeu o nome de Abdullah, rei da Arábia Saudita, quando foi inaugurado.
O estádio principal (Estádio Internacional Rei Abdullah) é usado para o futebol, atingindo uma capacidade total de 62.241 espectadores. É o maior estádio de Jidá e o segundo maior da Arábia Saudita, depois do Estádio Internacional Rei Fahd, em Riade. Além disso, é o 10º maior estádio do mundo árabe. Acompanhando o estádio inovador estão locais esportivos menores em torno do estádio principal. Também organiza eventos esportivos e eventos indoor.
A licitação para a construção foi vencida pela Saudi Aramco e a contratada para este projeto foi uma joint venture entre a Al Muhaidib e a BESIX.
O contrato para fornecer a segurança do estádio, segurança, gerenciamento de tráfego e planos de contingência foi concedido a uma empresa britânica, a Crowd Management UK Limited, que também é a principal consultora de segurança e gerenciamento de tráfego da R&A que recebe o The Open Championship anualmente. Além dos planos escritos, a Crowd Management UK realizou um curso de treinamento para os principais operadores de estádios na instalação de treinamento da Saudi Aramco em Jidá.
A empresa também forneceu uma avaliação independente do desempenho do pessoal local e do responsável pela segurança do evento (fornecido pela Sword Security) durante o evento inaugural no estádio. Isto levou a um número significativo de recomendações de segurança e proteção e à nomeação de um Gerente de Estádio dedicado.

## Origem e construção
A ideia de um novo estádio grande na cidade de Jidá foi posta e considerada no final dos anos 90, e sempre foi antecipada pelos torcedores da Arábia Saudita. Em 2012, a construção do novo estádio começou. Antes do estádio ser concluído oficialmente em 2014, o principal estádio de Jidá era o Estádio Príncipe Abdullah al-Faisal, com capacidade para 24.000 pessoas e hospedando inúmeros grandes jogos e eventos na história do futebol saudita ao longo de décadas. O novo estádio é considerado um dos itens mais importantes do futebol saudita recentemente, e tem sido amplamente aclamado e elogiado por sua elegância.
Projetado e entregue pelos arquitetos da Arup Associates e entregue pelos engenheiros da Arup.

## Cerimônia de abertura
A cidade abriu oficialmente em 1 de maio de 2014, com a final do torneio da Copa do Rei de 2014, entre o Al-Ahli e o Al-Shabab. Em uma virada na cidade natal, o Al-Shabab venceu por 3 a 0 e foi coroado o terceiro campeonato da Copa do Rei. A partida contou com a presença do então rei Abdullah, junto com o então príncipe herdeiro Salman e o então vice-príncipe herdeiro Muqrin.
Para este jogo inaugural, os planos de segurança e proteção foram projetados e implementados pelo Sr. Sol N'Jie e pelo Sr. David Storr representando a Sword Security, com sede na Irlanda. O Sr. Storr era o oficial de segurança do evento.
Mais de 62.241 fãs diferentes encheram o estádio. Os ingressos para o jogo eram gratuitos, o que resultou em muitos cidadãos recorrendo ao mercado negro, alguns até comprando e vendendo ingressos para até 2.500 riyais sauditas. Também foi relatado que muitos fãs puderam entrar sem ingressos e a capacidade não pôde ser contada com precisão.
Houve numerosas baixas como resultado da desordem de multidões e chamas e objetos caíram sobre a superfície de jogo quando as equipes adversárias e os oficiais surgiram para inspecionar a pista de jogo. Os entusiastas do futebol saudita manifestaram seu descontentamento em relação a isso, e muitos acreditavam que o evento não estava organizado.
Após a partida, um festival tradicional da Arábia Saudita foi realizado em campo. Durante a cerimônia, o menino Faisal Al-Ghamdi, de 10 anos, apresentou uma bola de cristal ao rei. Ele então recebeu um presente do rei, uma caneta de luxo. Em uma entrevista após a cerimônia, Al-Ghamdi disse ao jornal Okaz que "foi o presente mais valioso que recebi durante toda a minha vida". Al-Ghamdi disse que estava honrado em ser selecionado para essa tarefa e saudar o rei. "Foi um dos meus sonhos estar diante do Guardião das Duas Mesquitas Sagradas. E com isso, eu consegui isso", disse ele. Al-Ghamdi foi selecionado entre 170 crianças por sua participação na cerimônia. O rei da Arábia Saudita depois fez um discurso reconhecendo seu povo, parabenizando-o e dizendo que "merecem muito mais". A cerimônia durou uma hora e meia e terminou com fogos de artifício. Foi considerado um dos maiores eventos relacionados a esportes da história da Arábia Saudita. A música para a cerimônia foi composta por Max Herman.

## Facilidade
Fora do estádio principal, a cidade tem três campos de futebol separados e quatro pequenas arenas internas também usadas para futebol. Ele também tem seis quadras de tênis e uma grande arena coberta para esportes e outros fins. A cidade também tem uma mesquita principal e seis mesquitas menores separadas. A cidade também é equipada com um centro de mídia abrangente, no qual quartos espaçosos são usados para transmitir conferências de imprensa para jogadores, treinadores e personalidades do futebol.

## Capacidade
O estádio principal pode acomodar mais de 63.241 participantes. Assentos e estandes são numerados e divididos de forma profissional. A parte inferior do estádio (L) contém 38 blocos, acomodando 631 lugares por bloco, com um total de 24.000 lugares. A seção intermediária (M) contém 48 blocos, acomodando 500 assentos por bloco, com um total de 24.000 assentos. A seção superior e menor (U) tem 48 blocos acomodando 291 assentos por bloco com um total de 14.000 assentos. O estádio também possui centenas de assentos particulares e vagas reservadas para pessoas com necessidades especiais.
Os preços dos ingressos para eventos e jogos variam entre 30 e 45 riyais sauditas para assentos normais e entre 300 e 15000 riyais sauditas para assentos VIP. Sistema de bilhética evoluiu e está se tornando bem organizado. Em setembro de 2014, foi lançado um site de ingressos on-line chamado MAKANI (em árabe: مكاني “Meu lugar”). Permitiu aos cidadãos reservar, pagar e formalmente imprimir seus ingressos para jogos e outros eventos. Recebeu muitos elogios por ser eficiente e fácil de usar.

## Outros eventos

### WWE
O estádio sediou o maior evento do WWE no Royal Rumble em 27 de abril de 2018. O evento contou com a primeira partida de Royal Rumble de 50 homens, com Braun Strowman sendo declarado o vencedor e o maior campeão Royal Rumble após a última eliminação de Big Cass.
O evento foi parte de uma parceria multi-plataforma estratégica de 10 anos entre a WWE e a Autoridade de Esportes da Arábia Saudita em apoio ao Saudi Vision 2030, o programa de reforma social e econômica da Arábia Saudita.

### Boxe
Em 8 de outubro de 2017, foi acordado um acordo para o complexo sediar a final do torneio World Boxing Super Series: Cruiserweight em maio de 2018.
Em fevereiro de 2018, a final foi definida como Oleksandr Usyk contra Murat Gassiev. 11 de maio foi a data que foi marcada para a final, no entanto, em abril, Usyk sofreu uma pequena lesão no cotovelo esquerdo e, finalmente, a final foi remarcada para ocorrer em 21 de julho, em Moscou, na Rússia. Usyk venceu a luta por decisão dominante por unanimidade.
Em 5 de julho, havia rumores de que a super final dos médios do WBSS entre George Groves contra Callum Smith, uma luta totalmente britânica, não ocorreria no Reino Unido e provavelmente aconteceria em Jidá. Ambos os pugilistas deram a conhecer as suas opiniões de que não era ideal que a final tivesse lugar em Jidá, uma vez que seria muito maior no Reino Unido, no entanto não houve reclamações de nenhum dos lados. Houve mais frustração na luta que foi adiada. A final foi anunciada para acontecer em 28 de setembro em uma arena de 10.000 vagas no Complexo.